# Fritz Kater

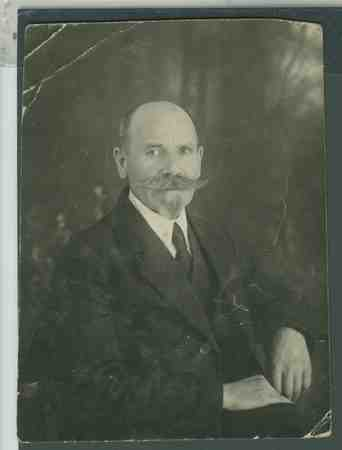
Fritz Kater

Fritz Kater (* 19. Dezember 1861 in Barleben; † 20. Mai 1945 in Berlin) war ein deutscher Gewerkschafter, Verleger, Anarchosyndikalist und Herausgeber der Zeitung Der Syndikalist.

## Leben und Wirken
Bereits 1883 trat er als gelernter Maurer einem Fachverein der Bauarbeiter in Magdeburg bei und gründete 1887 selbst einen Fachverein für Maurer in Barleben. 1889 war er wegen Abhaltens einer nicht erlaubten Versammlung zwei Monate in Haft. Kater war Mitbegründer der Magdeburger Volksstimme, einer sozialdemokratischen Zeitung, die kurz nach Ende des Sozialistengesetzes ins Leben gerufen wurde. Schriftleiter waren Hans Müller, Paul Kampffmeyer und Fritz Köster. 1892 zog Kater nach Berlin, wo er unermüdlich für die Berufsorganisation der Maurer und als sozialistischer Agitator tätig war. Unter anderem schrieb er für die Zeitschrift Besinnung und Aufbruch.
Kater kam aus der sozialdemokratischen Tradition, trat aber 1908 aus der SPD aus. Er war Gründungsmitglied der Freien Vereinigung deutscher Gewerkschaften (FVdG), welche für den revolutionären Syndikalismus eintrat, und der Herausgeber des Organs der FVdG Die Einigkeit; später wurde er Vorsitzender der Berliner Geschäftskommission der Freien Arbeiter-Union Deutschlands von Dezember 1919 bis 1930. Im Dezember 1918 erschien die erste Ausgabe der Zeitung Der Syndikalist in Berlin; bis 1929 leitete er den gleichnamigen Verlag. Weiter war er einer der Mitbegründer der Internationalen Arbeiter-Assoziation (IAA) im Jahre 1922. Kater war knapp 30 Jahre lang fast durchgängig Vorsitzender der Geschäftskommission der syndikalistischen Bewegung Deutschlands, bis er von sich aus sein Amt niederlegte, um „jüngeren Genossen“, wie er sagte, Platz zu machen. Sein Tod im Mai 1945 wurde durch einen Blindgänger (Panzerfaust) verschuldet.
Ab 1925 zeichnete er als Herausgeber des Pressedienstes der Internationalen Arbeiter-Assoziation verantwortlich (erschienen in Berlin, Madrid, Amsterdam und Stockholm; insgesamt erschienen von 1923 bis 1939(?) ca. 200 Nummern) und als Herausgeber des Pressedienstes der anarcho-syndikalistischen Internationalen.

## Werke
- Briefwechsel Kater – Nettlau (vergleiche Nachlass Max Nettlau im IISG Amsterdam)
- Freie Vereinigung deutscher Gewerkschaften (FVdG) (Eine kurze Geschichte der deutschen sozialrevolutionären Gewerkschaftsbewegung), Berlin, Verlag Fritz Kater (ab 1919 Verlag Der Syndikalist), 1912, 32 S.
- Die Entwicklung der deutschen Gewerkschaftsbewegung. Vortrag vom 17. Januar 1921. Berlin, Verlag Der Syndikalist, Fritz Kater, 1920, 29 S.
- Das Dogma von der Vaterlandsliebe / Das Völkerrecht. Berlin, Verlag Die Einigkeit, Fritz Kater, 1907, 24 S.
- Ein Soldatenbrief. Berlin, Verlag Die Einigkeit, Fritz Kater, 1909, 12 S.
- Die Arbeiterbörsen des Syndikalismus. Berlin, Hg. Fritz Kater, o. J., 47 S.
- Das Programm der Freien Vereinigung deutscher Gewerkschaften und die Resolution betreffend Streiks und Aussperrungen nebst Begründung (eine Aufklärungsschrift). Berlin, Verlag Der Syndikalist, Fritz Kater, 1908